# Аргентинське море
Аргентинське море (ісп. Mar Argentino) — окраїнне море, частина Атлантичного океану над континентальним шельфом Аргентини. Аргентинське море простягається вздовж південно-східного узбережжя Аргентини між 35º і 56º 30' південної широти і має ширину 210—850 км. Площа поверхні моря 940 тисяч км², що робить його одним із найбільших у світі. Вперше термін «Аргентинське море» вжив Джуліус Поппер у 1891 році.

## Клімат
Північна акваторія моря лежить у субтропічному кліматичному поясі, центральна й південна — в помірному. Увесь рік панують помірні повітряні маси, переважає західний перенос. Значні сезонні коливання температури повітря. Зволоження достатнє. Цілий рік переважає циклонічна діяльність, сильні вітри (ревучі сорокові), погода мінлива, часті шторми (особливо на крайньому півдні — несамовиті п'ятидесяті). На півночі влітку переважають тропічні повітряні маси, взимку — помірні. Значні сезонні амплітуди температури повітря і розподілу атмосферних опадів. Влітку жарко, ясна і тиха погода; взимку відносно тепло, похмура вітряна погода і дощить.

## Біологія
В акваторії моря виділяють наступні екорегіони нотальної південноамериканської морської зоогеографічної провінції: північнопатагонські затоки, патагонський шельф, шельф Фолклендських островів. У зоогеографічному відношенні донна фауна континентального шельфу й острівних мілин до глибини 200 м відноситься до магелланової області нотальної зони, північні ділянки - до південної субтропічної зони.